# سويقة مخيخية متوسطة
السُّوَيقَةُ المُخَيخِيَّةُ المُتوسطَة (الذراع الجسرية) هي هياكل مزدوجة (أيسر وأيمن) تربط المخيخ بالجسر وتتكون بالكامل من الألياف الجابذة، أي الألياف الواردة. تنشأ الألياف من النوى الجسرية إلى نصف الكرة المعاكس للقشرة المخيخيّة. تُرتَّب الألياف في ثلاث حُزم: علوية، سفلية، وعميقة.